# 热纳斯
热纳斯（法語：Genas，法語發音：[ʒənas]）是法国罗讷省的一个市镇，属于里昂区。

## 地理
热纳斯（45°43'53"N, 5°0'8"E）面积23.84 平方千米，位于法国奥弗涅-罗讷-阿尔卑斯大区罗讷省，该省份为法国中东部省份，北起顺时针与索恩-卢瓦尔省、安省、里昂大都会、伊泽尔省和卢瓦尔省接壤。
与热纳斯接壤的市镇（或旧市镇、城区）包括：梅济约、沙雪、皮西尼昂、圣博内德米尔、聖普列斯特、科隆比耶-索尼约。
热纳斯的时区为UTC+01:00、UTC+02:00（夏令时）。

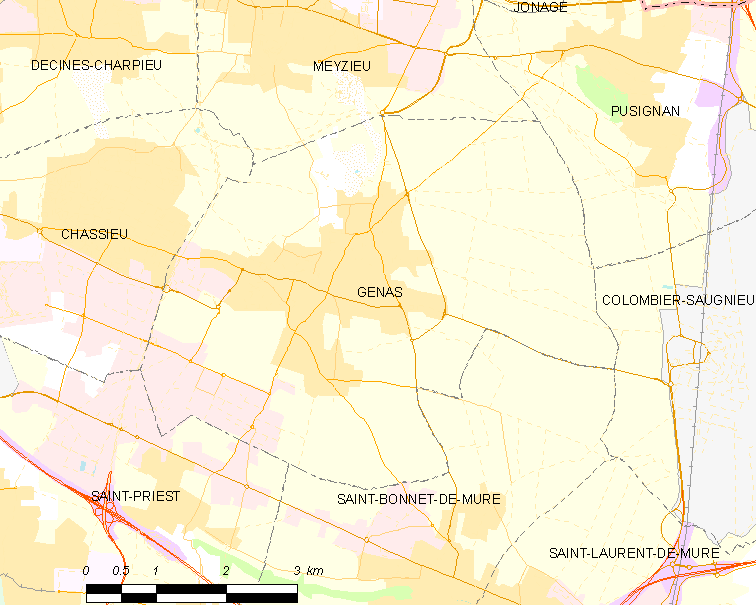
热纳斯的OSM定位图

## 行政
热纳斯的邮政编码为69740，INSEE市镇编码为69277。

## 政治
热纳斯所属的省级选区为热纳斯县。

## 人口

1962-2008年间热纳斯人口变化图示

热纳斯于2022年1月1日时的人口数量为13446人。